# Šumperk (huyện)
Huyện Šumperk (tiếng Séc: Okres Šumperk) là một huyện (okres) nằm trong vùng Olomouc của Cộng hòa Séc. Huyện Šumperk có diện tích 1316 km2, dân số năm 2002 là 125924 người. Thủ phủ huyện đóng ở Šumperk. Huyện này có 78 khu tự quản.

## Các khu tự quản
Huyện Šumperk có 78 khu tự quản sau: